# Chiến tranh Crete (1645–1669)
Chiến tranh đảo Crete (tiếng Hy Lạp: Κρητικός Πόλεμος, đã Latinh hoá: Kritikós Pólemos, tiếng Thổ Nhĩ Kỳ: Girit'in Fethi), còn được gọi là Chiến tranh Candia (tiếng Ý: Guerra di Candia) hay Chiến tranh Ottoman–Venezia lần thứ năm, là một cuộc xung đột kéo dài từ năm 1645 đến năm 1669 giữa Cộng hòa Venezia và các đồng minh (đứng đầu trong số đó là Hiệp sĩ Malta, Lãnh địa Giáo hoàng và Pháp) chống lại Đế quốc Ottoman và Nhà nước Barbary, mục đích nhằm tranh giành đảo Crete, khi ấy đang là lãnh thổ hải ngoại lớn nhất và giàu có nhất của Venezia.
Chiến sự diễn ra ở Crete, biển Aegea và Dalmatia. Phần lớn lãnh thổ đảo Crete đã bị Ottoman đánh chiếm trong vài năm đầu nhưng thủ phủ Candia vẫn tiếp tục kháng cự trong thời gian dài. Nội bộ đế chế bất ổn và cuộc chiến ở châu Âu khiến Ottoman không có cơ hội giành thế thượng phong. Thế trận vây hãm Candia buộc cả đôi bên phải tập trung vào nguồn cung ứng. Hy vọng thắng lợi duy nhất của Venezia là việc Ottoman bị cạn kiệt nguồn tiếp trợ quân lương, do đó mặt biển trở thành chiến trường quan trọng. Trong suốt cuộc chiến, Venezia với đồng minh là Hiệp sĩ Malta, các Lãnh địa Giáo hoàng và Pháp duy trì được ưu thế trên biển, nhưng không cắt đứt được đường vận quân lương tiếp viện của Ottoman đến Crete. Chiến tranh kéo dài giáng đòn kinh tế lên Venezia vốn dựa trên giao thương với phương Đông thông qua các cảng thuộc Ottoman.
Đến thập niên 1660, Venezia đã mòn mỏi vì cuộc chiến. Ottoman liền thực hiện đợt chinh phạt lớn cuối cùng do Đại Vezir trực tiếp chỉ huy vào năm 1666. Cuộc bao vây kéo dài hơn hai năm, cuối cùng Candia phải đầu hàng. Hòa ước sau đó trả lại cho Venezia một số pháo đài đảo biệt lập gần đảo Crete và phần lãnh thổ ở Dalmatia. Mười lăm năm sau, Venezia lại phát động chiến tranh để báo thù nhưng không bao giờ lấy lại được Crete. Đến năm 1897, đảo vẫn nằm dưới sự kiểm soát của Ottoman.

## Sử liệu
Nguồn sử liệu chính từ châu Âu liên quan đến các sự kiện trong cuộc chiến do nhiều đối tượng khác nhau viết ra. Trong số đó có hồi ký của những người tham gia (Georg Rimpler, Ghiron Francesco Villa, François d'Aubusson de La Feuillade), báo cáo chiến trường (Da Villa, báo cáo khai chiến của Morosini, báo cáo hải chiến sơ bộ, thư từ Candia và những vùng khác), thư từ ngoại giao (như của đại sứ Morosini tại Pháp năm 1669).
Về phía Ottoman, đầu tiên là các biên niên sử có mô tả về cuộc chiến này như Lịch sử Naima, Lịch sử Silahdar Findiklili Mehmed Agha, Lịch sử Rashid, Seyahatname của Evliya Çelebi. Thứ hai là những nguồn về chính Chiến tranh đảo Cretee như "Lịch sử đảo Crete" (tiếng Thổ Nhĩ Kỳ: Tevarih-i Cezire-i Girid) của Hasan-efendi, "Chuyện chiến dịch Candia" (tiếng Thổ Nhĩ Kỳ: Hikayet-i Azimet-i Sefer-i Kandiye), "Lịch sử chinh phạt Candia" (tiếng Thổ Nhĩ Kỳ: Girid Fethi Tarihi), Ravzatul Ebrar (tiếng Thổ Nhĩ Kỳ: Ravzatü'l Ebrar), Jevahirut-Tevarih (tiếng Thổ Nhĩ Kỳ: Cevahirü't-tevarih), "Lịch sử Fazıl Ahmed Pasha" (tiếng Thổ Nhĩ Kỳ: Tarih-i Fazıl Ahmed Paşa).

### Istanbul

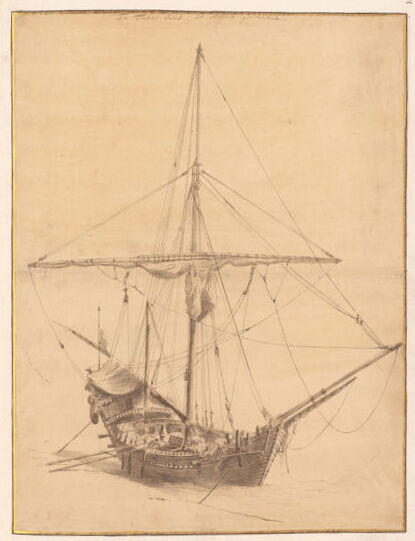
Thuyền buồm Thổ Nhĩ Kỳ của Willem Schellinks, 1664

### Đánh chiếm Agioi Theodoroi và bao vây Canea

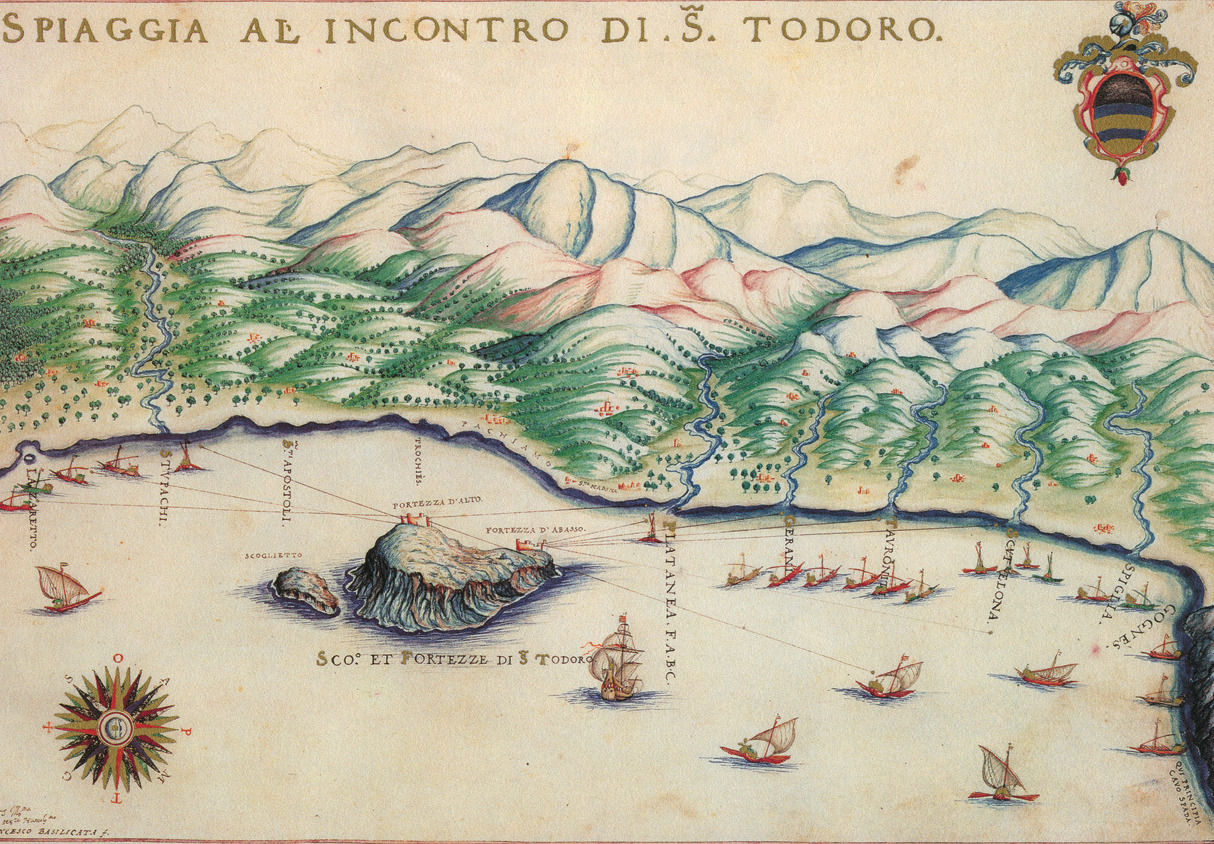
Đảo Agioi Theodoroi với hai pháo đài - Francesco Basilicata, 1618

#### Agioi Theodoroi

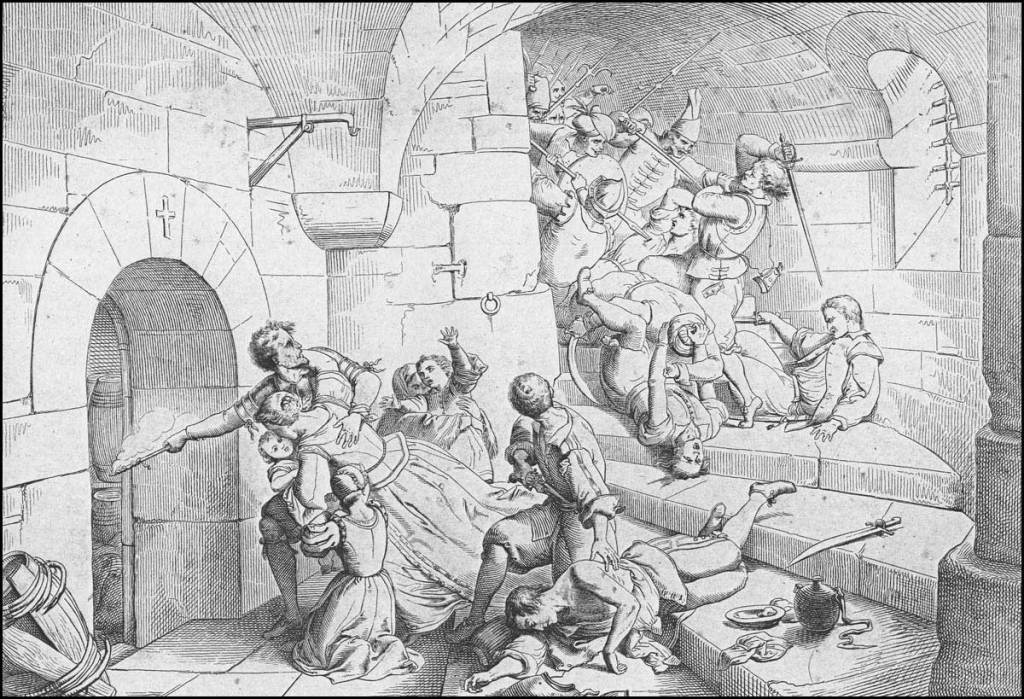
Giuliani quyết tử - Giuseppe Lorenzo Gatteri, 1860

#### Vây hãm Canea

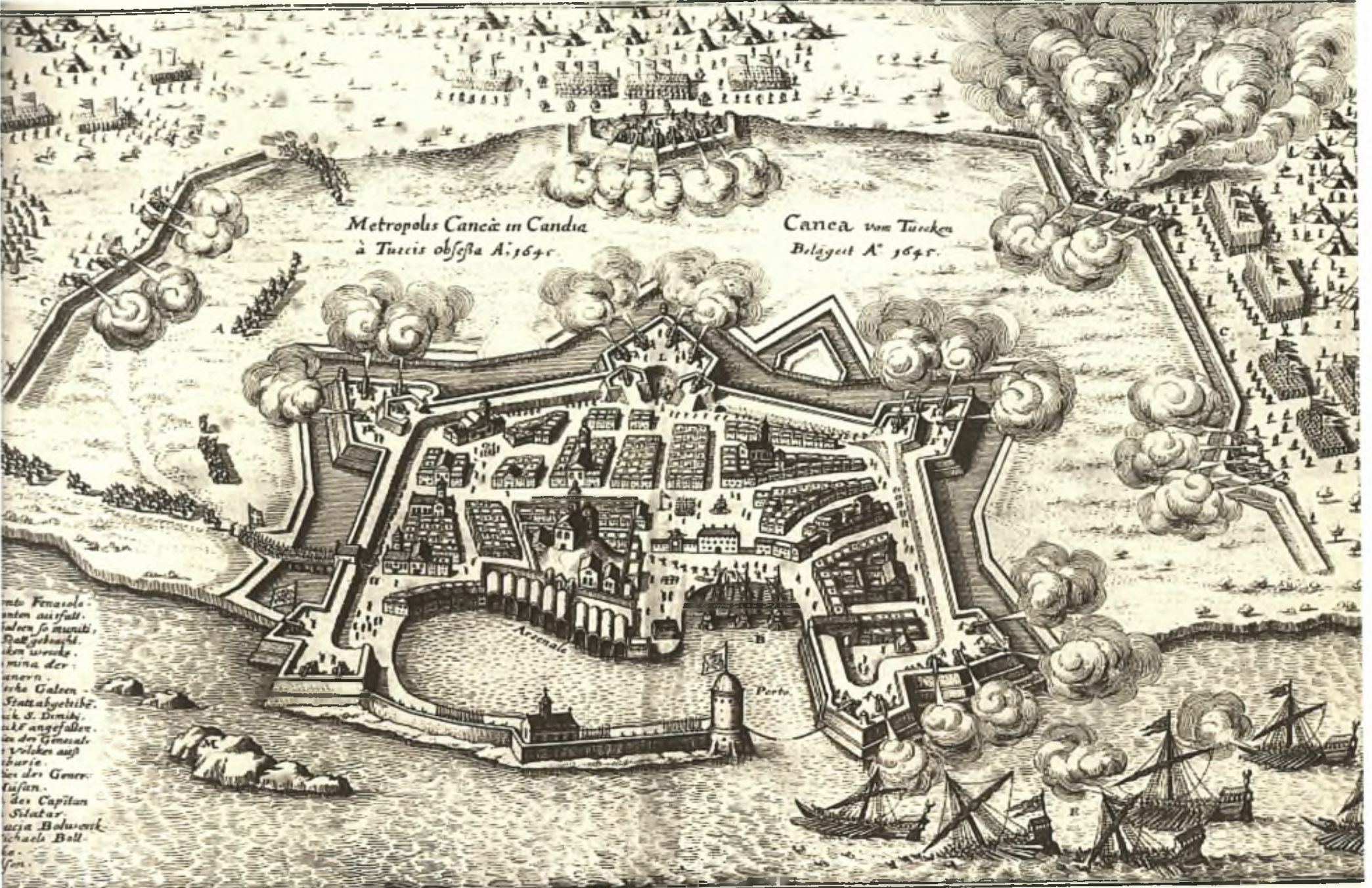
Ottoman vây hãm Canea - Matthäus Merian der Ältere, 1648

### Năm 1645–1647

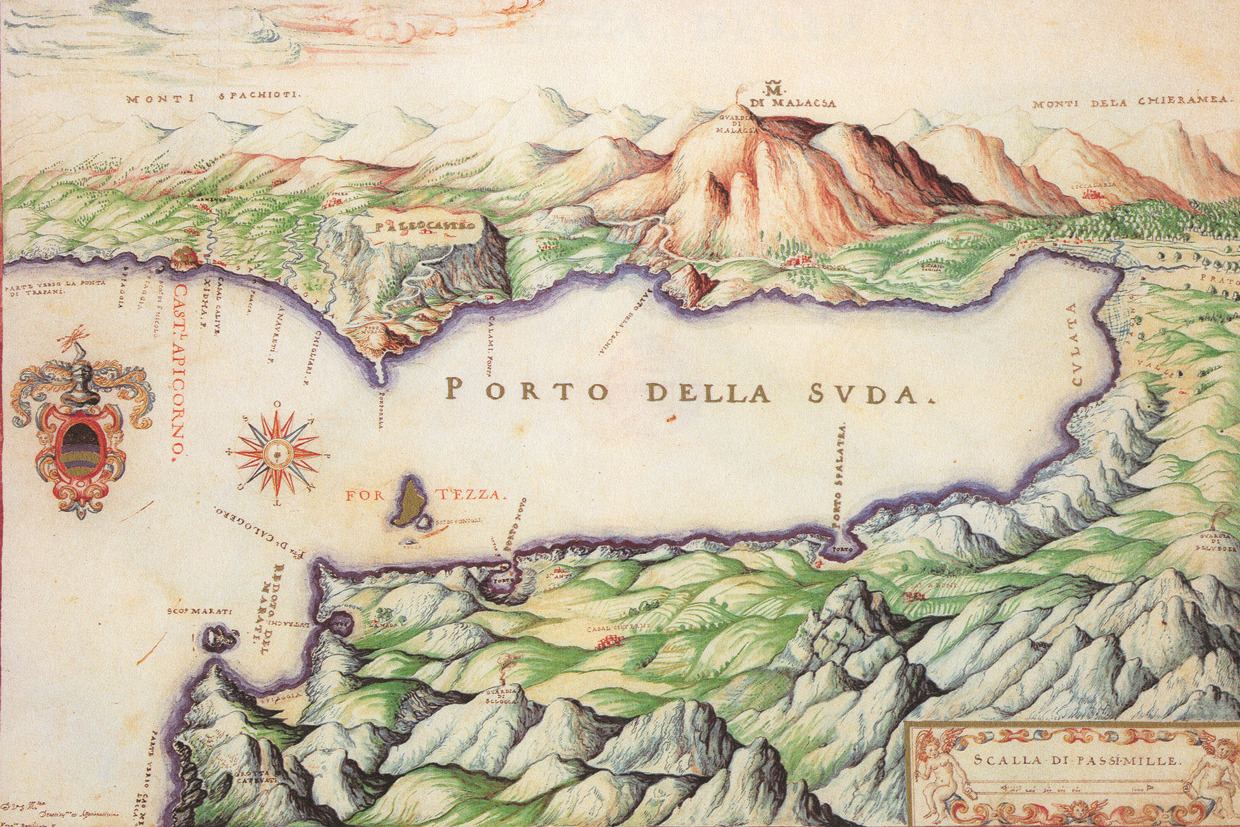
Vịnh Suda - Francesco Basilicata, 1618

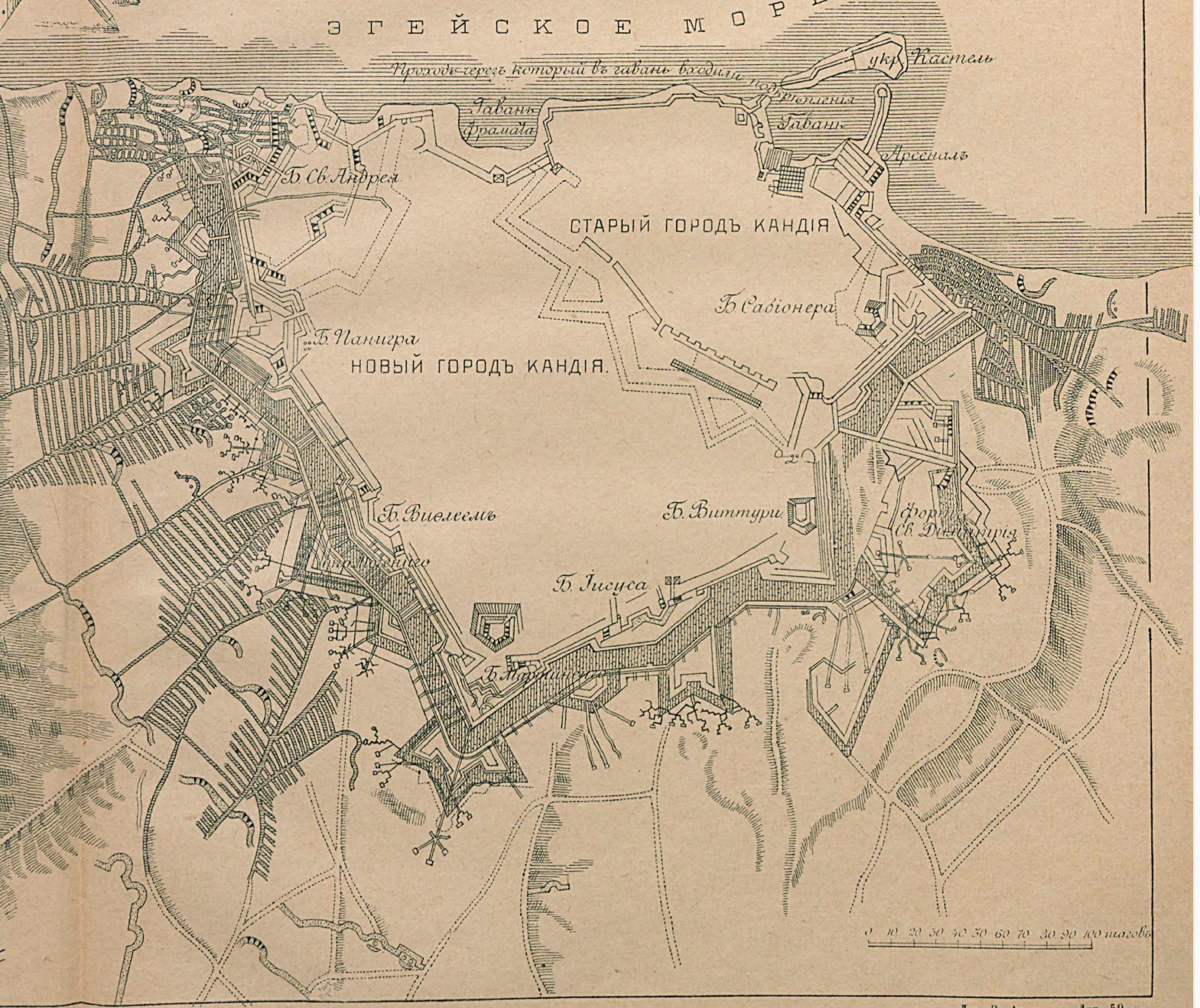
Vị trí pháo lũy của Candia. Chiến hào Ottoman và hệ thống chống đào hào của Venezia - César Cui, 1891